# Euklaas
Het mineraal euklaas is een beryllium-aluminium-nesosilicaat met de chemische formule BeAl(SiO4)(OH).

## Eigenschappen
Het doorzichtige tot doorschijnende kleurloze, witte, (licht)blauwe of lichtgroene euklaas heeft een witte streepkleur, een glasglans en de splijting is perfect volgens kristalvlak [010]. De gemiddelde dichtheid is 3,04 en de hardheid is 7,5. Het kristalstelsel is monoklien en het mineraal is niet radioactief.

## Naamgeving
De naam van het mineraal euklaas is afgeleid van de Griekse woorden eu en klasis goed breken. Deze naam lijkt opvallend, omdat de hardheid van het mineraal 7,5 bedraagt. Breken is echter niet afhankelijk van hardheid.

## Geschiedenis
Hoewel euklaas al in 1792 is beschreven wordt het nog niet zo lang als edelsteen gebruikt.

## Ontstaan
Pegmatieten

## Voorkomen
Euklaas is, zoals andere berylliumhoudende mineralen, een algemeen mineraal in pegmatieten, maar het wordt ook gevonden in gebieden met hydrothermale activiteit. De typelocatie is het Orenburg district in de Zuidelijke Oeral, Rusland. Het wordt ook gevonden in Colombia. Rijke vindplaatsen van blauwe en groene euklaaskristallen bevinden zich in Brazilië. Grote eulkaaskristallen worden ook gevonden in Zimbabwe, Oeganda, Kongo, Zuid-Afrika, Noorwegen en Oostenrijk.

## Bewerking
Facetslijpsel, cabochons.

## Vergelijkbare mineralen
Aquamarijn, hiddeniet, topaas.

## Imitatie
Niet bekend.

## Determinatie
Soortelijk gewicht, hardheid, optisch.

## Aanbeveling
Reinigen met ultrasoon geluid is riskant, nooit met stoom reinigen.